# Death Horizon: Reloaded
Death Horizon: Reloaded est un jeu vidéo de tir à la première personne pour les appareils de réalité virtuelle. Le jeu est sorti le 26 septembre 2019,,. Le jeu est disponible pour Oculus Quest, et il existe une version en développement pour Oculus Rift, HTC Vive et PlayStation VR. Il s'agit de la suite du jeu Death Horizon, sorti le 21 septembre 2017 pour les plateformes Oculus Go et Samsung Gear VR.

## Système de jeu
Le joueur peut se déplacer librement à travers les niveaux et choisir différentes méthodes afin de terminer le jeu. Avec les deux contrôleurs Oculus Quest, le personnage peut interagir avec les objets du jeu tel que les armes à deux mains, les tuyaux, les câbles et les échelles pour se déplacer. Les deux contrôleurs sont utilisés lors du tir: par exemple, le joueur peut recharger efficacement un fusil de chasse ou tirer avec un pistolet tout en tenant un câble avec l'autre main.
Après la sortie du jeu, le développement d'un mode multijoueur a été annoncé, ce dernier devrait sortir en 2020.

## Trame
Le protagoniste se retrouve dans une station de recherche abandonnée appelée Horizon, où il doit faire face à de nombreuses hordes de zombies. En cours de route, le joueur est aidé par une personne inconnue qui le regarde à travers le système de vidéosurveillance du complexe de recherche et lui donne des indices. Dans les derniers niveaux, la voix commence de manière inattendue à essayer de ralentir la progression du joueur. À la fin de l'histoire, le protagoniste rencontre le mystérieux assistant.

## Développement
Le studio de développement de Horizon mort: Reloaded Dream Dev Studio company est basé à Londres. Le jeu a été développé spécialement pour les plateformes VR et est disponible pour l'Oculus Quest. Il existe également des versions en développement pour l'Oculus Rift, HTC Vive, PlayStation VR et Pico NEO 2.

## Accueil
Le jeu a reçu des critiques moyennes, et a pris la 36e place dans une liste des 80 meilleurs jeux pour Oculus Quest.